# Edward Osborne Wilson
Edward Osborne Wilson (Birmingham, 10 giugno 1929 – Burlington, 26 dicembre 2021) è stato un biologo statunitense.
Si è occupato di vari temi di ricerca, quali la mirmecologia (la branca dell'entomologia che studia le formiche), la biodiversità e la sua distribuzione, attraverso la formulazione della teoria della biogeografia insulare. È noto in particolare per la fondazione del programma di ricerca della sociobiologia. È autore di numerosi saggi, due dei quali hanno ottenuto il Premio Pulitzer per la saggistica.

## Biografia
Wilson nacque a Birmingham, in Alabama, e crebbe tra l'Alabama e Washington; sin da bambino mostrò grande interesse per le scienze naturali. I suoi genitori, Edward e Inez Wilson, si separarono quando lui aveva sette anni; proprio in quel periodo si danneggiò gli occhi in un incidente. Il giovane Wilson, assieme al padre, cambiò residenza in molte città, conservando la passione per l'osservazione degli animali.
Conseguì il bachelor e il master in biologia presso la Università dell'Alabama, e ottenne un dottorato di ricerca in biologia presso la Harvard University.

### Studi

#### Sociobiologia
Wilson è il fondatore della sociobiologia, intesa come lo studio sistematico dell'evoluzione biologica del comportamento sociale.
Stabilì che la sociobiologia dovesse diventare un nuovo campo di ricerca scientifico, basato sulle teorie evoluzionistiche darwiniane. Intuì come il comportamento degli animali (quindi anche dell'uomo) fosse il prodotto dell'interazione tra l'ereditarietà genetica e degli stimoli ambientali.
Wilson fece lunghi studi sistematici sul comportamento degli insetti, ed in particolar modo delle formiche. Uno degli obiettivi primari dello studioso è stato quello di fondare un campo di indagine a metà strada tra le scienze della natura e le discipline sociali.
Definì la natura umana come un insieme di regole epigenetiche, un modello genetico dello sviluppo mentale, profetizzando che l'etica sarebbe stata presto rifondata su basi neurobiologiche, auspicando la convergenza di idee in discipline diverse quali filosofia, biologia e evoluzione che chiamò "consilienza".
Per quanto riguarda l'ambito religioso, Wilson descrisse la sua posizione di deista, definendola come un percorso lontano dagli schemi tradizionali. Wilson sostenne la teoria che la credenza in Dio, o i rituali delle religioni, siano il prodotto dell'evoluzione. Per questo motivo la scienza, secondo Wilson, deve collaborare con la religione, e stabilire un accordo con essa.
Le idee sociobiologiche di Wilson sono state oggetto di varie critiche, da parte di esponenti liberali e conservatori, favorevoli all'idea che il comportamento umano sia basato sulla componente culturale. È stato variamente accusato, sovente su base ideologica, di razzismo, misoginia ed eugenetica.

#### Formiche in lotta tra fede e ateismo
E. O. Wilson definisce le sue idee anche con un particolare romanzo, Anthill: A Novel ("Formicaio"), che è stato tra i casi letterari e sociologici dell'anno negli Stati Uniti (2010). Nel romanzo le formiche discutono circa l'esistenza di esseri soprannaturali che per esse sono gli uomini. Gli uomini in questo caso sono immaginati come Dio: esse discutono della ambivalenza della sua presenza.
La posizione di Wilson sulla fede in Dio è in generale differente da quella di un altro importante divulgatore della sociobiologia, lo zoologo e ateo militante britannico Richard Dawkins. Wilson fa apparire, attraverso la descrizione delle formiche, che la fede in Dio non è semplicemente falsa ma «è vera in senso darwiniano», in quanto produce coesione sociale e quell'«altruismo che è necessario per la sopravvivenza delle società umane». È pure possibile che la religione non abbia solo un'utilità funzionale. Wilson afferma di non considerarsi né ateo né agnostico ma «un deista provvisorio. Questo significa che voglio considerare la possibilità di una Causa Ultima. Ma non siamo veramente vicini a capire di che cosa possa trattarsi».
Nel romanzo mette in scena una contrapposizione fra formiche atee e credenti. Le prime negano, le altre affermano l'esistenza di dèi nella forma di «alberi che si muovono», divinità capricciose che possono portare alle formiche magnifici doni oppure distruggerle senza motivo. Hanno ragione le formiche credenti. Gli «alberi che si muovono» esistono: sono gli uomini, divinità benevole che quando lasciano sulle rive del lago i resti dei loro picnic elargiscono alle formiche un'abbondanza inattesa. La dinamica ricorda quelle del Culto del cargo dell'Oceania, dove i nativi scambiano per navi degli dèi quelle europee che portano aiuti alimentari.
Ma quando, proprio grazie a quest'abbondanza, gli insetti si moltiplicano in modo considerato fastidioso gli uomini li distruggono senza preavviso con lanciafiamme e insetticidi. Le formiche atee dunque hanno torto. Tuttavia, anche quelle credenti non hanno completamente ragione perché gli «alberi che si muovono» non sono entità soprannaturali. Ma il fatto che gli uomini non sono dèi non prova che gli dèi non esistono. Con questa duplice visione, il pensiero e la sociobiologia conservano tutta la loro irriducibile ambiguità.

## Vita privata
Wilson e sua moglie, Irene, risiedevano a Lexington, Massachusetts. È morto nella vicina Burlington il 26 dicembre 2021, all'età di 92 anni.

## Opere principali
- The Theory of Island Biogeography, 1967, Princeton University Press (2001 reprint), ISBN 0-691-08836-5, con Robert H. MacArthur
- The Insect Societies, 1971, Harvard University Press, ISBN 0-674-45490-1
- Sociobiology: The New Synthesis, 1975, Harvard University Press, (Twenty-fifth Anniversary Edition, 2000 ISBN 0-674-00089-7)
- Genes, Mind and Culture: The coevolutionary process, 1981, Harvard University Press, ISBN 0-674-34475-8
- Promethean fire: reflections on the origin of mind, 1983, Harvard University Press, ISBN 0-674-71445-8
- Biophilia, 1984, Harvard University Press, ISBN 0-674-07441-6
- Success and Dominance in Ecosystems: The Case of the Social Insects, 1990, Inter-Research, ISSN 0932-2205
- The Ants, 1990, Harvard University Press, ISBN 0-674-04075-9, Winner of the Pulitzer Prize, con Bert Hölldobler
- The Diversity of Life, 1992, Harvard University Press, ISBN 0-674-21298-3, The Diversity of Life: Special Edition, ISBN 0-674-21299-1
- Biophilia|The Biophilia Hypothesis, 1993, Shearwater Books, ISBN 1-55963-148-1, con Stephen R. Kellert
- Journey to the Ants|Journey to the Ants: A Story of Scientific Exploration, 1994, Harvard University Press, ISBN 0-674-48525-4, con Bert Hölldobler
- Naturalist, 1994, Shearwater Books, ISBN 1-55963-288-7
- In Search of Nature, 1996, Shearwater Books, ISBN 1-55963-215-1, con Laura Simonds Southworth
- Consilience: The Unity of Knowledge, 1998, Knopf, ISBN 0-679-45077-7
- L'armonia meravigliosa. Dalla biologia alla religione, la nuova unità della conoscenza, 1999, Arnoldo Mondadori Editore
- The Future of Life, 2002, Knopf, ISBN 0-679-45078-5
- Pheidole in the New World: A Dominant, Hyperdiverse Ant Genus, 2003, Harvard University Press, ISBN 0-674-00293-8
- On Human Nature: Revised Edition, 2004, Harvard University Press, ISBN 0-674-01638-6
- From So Simple a Beginning: Darwin's Four Great Books. 2005, W. W. Norton.
- The Creation: An Appeal to Save Life on Earth, September 2006, W. W. Norton & Company, Inc. ISBN 978-0-393-06217-5
- Nature Revealed: Selected Writings 1949-2006, Johns Hopkins University Press, Baltimore. ISBN 0-8018-8329-6
- The Superorganism: The Beauty, Elegance, and Strangeness of Insect Societies, 2009, W.W. Norton & Company, Inc. ISBN 978-0-393-06704-0, con Bert Hölldobler ,Il superorganismo, 2011, Adelphi, Milano.
- Anthill: A Novel, aprile 2010, W. W. Norton & Company, Inc. ISBN 978-0-393-07119-1
- Kingdom of Ants: Jose Celestino Mutis and the Dawn of Natural History in the New World, 2010, Johns Hopkins University Press, Baltimore, con José María Gómez Durán
- The Leafcutter Ants: Civilization by Instinct, 2011, W.W. Norton & Company, Inc. ISBN 978-0-393-33868-3, con Bert Hölldobler
- The Social Conquest of Earth, 2012, Liveright Publishing Corporation, New York, ISBN 978-0-87140-413-8, Tr. it., La conquista sociale della terra, 2013, Raffaello Cortina Editore, Milano.
- Letters to a young scientist, Norton, 2013, Tr. it., Lettere a un giovane scienziato, Raffaello Cortina Editore, Milano, 2013.
- Il significato dell'esistenza umana, 2014
- Metà della Terra - Salvare il futuro della vita, 2016
- The Origins of Creativity, Liveright Publishing Corporation, New York, 2017; Tr. It. Le origini della creatività, Raffaello Cortina Editore, Milano, 2018.
- Le origini profonde delle società umane, traduzione Allegra Panini, 2020, Raffaello Cortina Editore, ISBN 978 88 3285 156 4
- Storie dal mondo delle formiche, traduzione Allegra Panini, 2020, Raffaello Cortina Editore.